# Herojśke (Krym)
Herojśke (ukr. Геройське, ros. Геройское, Gierojskoje) – wieś na Ukrainie, w Autonomicznej Republice Krymu (de iure stanowiącej integralną część państwa ukraińskiego, w 2014 anektowanej przez Rosję i odtąd funkcjonującej jako Republika Krymu), w rejonie sackim. W 2021 liczyła 2210 mieszkańców.